# Хурма
Хурма́ (Diospyros) — рід рослин родини ебенових. Характерний для тропіків, лише кілька видів походять з помірного поясу. У роді налічують декілька сотень (за даними спільного інтернет-проекту Королівських ботанічних садів у К'ю і Міссурійського ботанічного саду «The Plant List» — 725) видів листопадних або вічнозелених дерев і кущів (докладніше див. Список видів роду хурма). Хурмою також називають плоди цього роду.

## Поширення

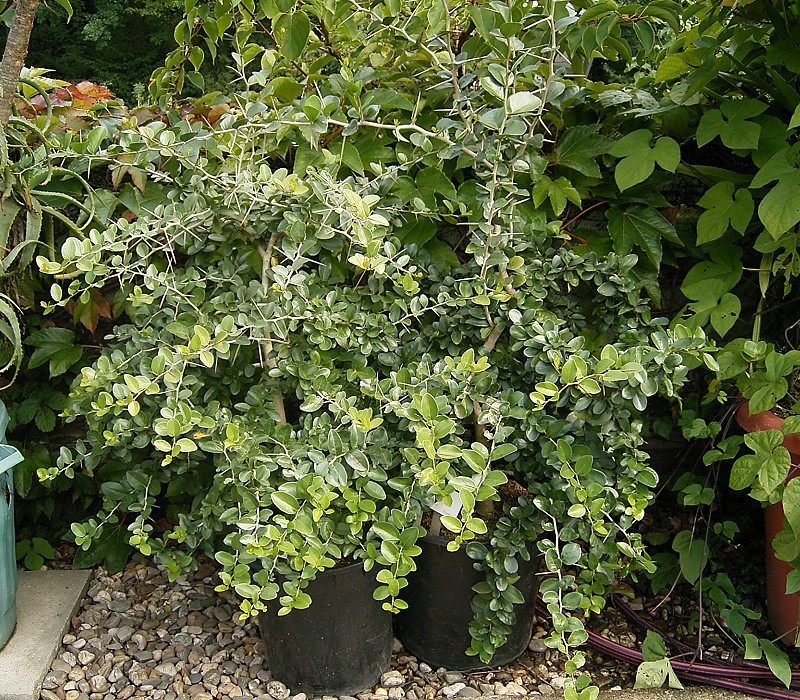
Diospyros dichrophylla

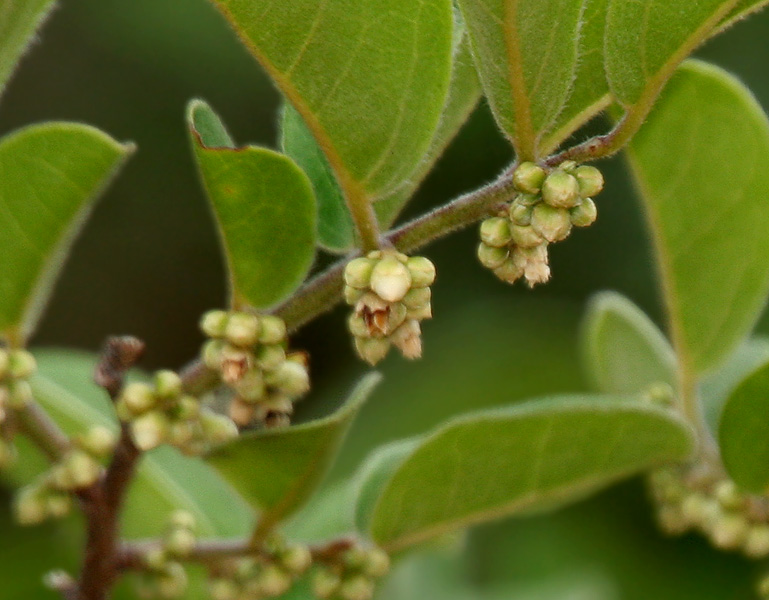
Diospyros chloroxylon квіти

Це рід теплолюбних рослин. Ростуть у  в багатьох країнах Євразії, Америки, в Австралії та навіть на півдні України. Хурма потрапила в Європу тільки в позаминулому столітті, але до цього її протягом двох тисяч років культивували в Китаї та Японії Усього за деякими даними налічується більше 500 різновидів хурми. А до найвідоміших в наших краях відносять терпку кавказьку, нетерпку японську і солодку шоколадну, відомішу як корольок. За формою нагадує яблуню, а її оранжеві чи червоні плоди здалека здаються апельсинами..
В Україні хурма на підщепі сорту Віргінська може вирощуватись у відкритому ґрунті, але це досить ризиковано.

## Назва
Латинська назва роду, Diospyros, має грецьке походження й може бути витлумачена як «їжа богів», інше значення — «божественний вогонь».
У руську мову слово «хурма» потрапило з фарсі (перської), де у оригіналі звучить як перс. خرمالو kẖrmạlw «хормалю» — тобто фінікова слива. Саме слово «хорма» (хурма) на фарсі «перс. خرما» означає фінік, слово «алю» (перс. آلو) — сливу. Назва «хормалю» первісно стосувалася хурми кавказької. В'ялена хурма на смак дуже схожа на фініки, звідси й пішла назва хурми кавказької на фарсі. Потім вона поширилась на інші види хурми, у тому числі й на хурму східну.
Види з їстівними плодами можуть називати «дикий фінік», «фінікова слива».

## Ботанічний опис
Невеликі дерева чи кущі.
Листя — просте, чергове.

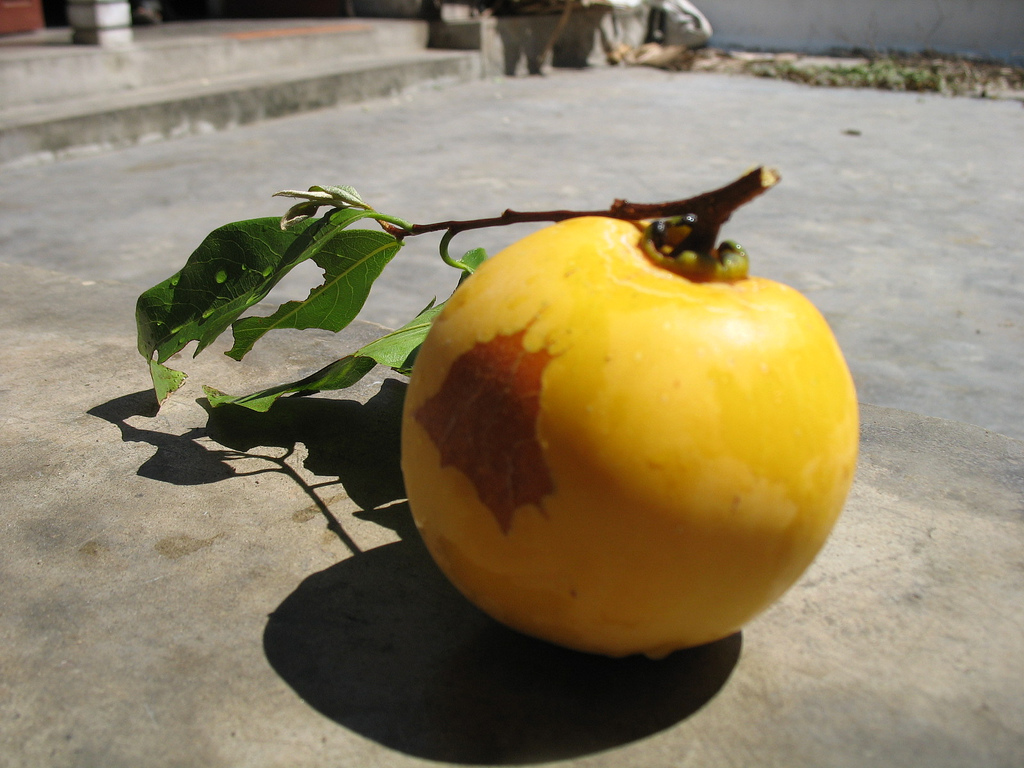
Gold Apple (D. decandra) плід

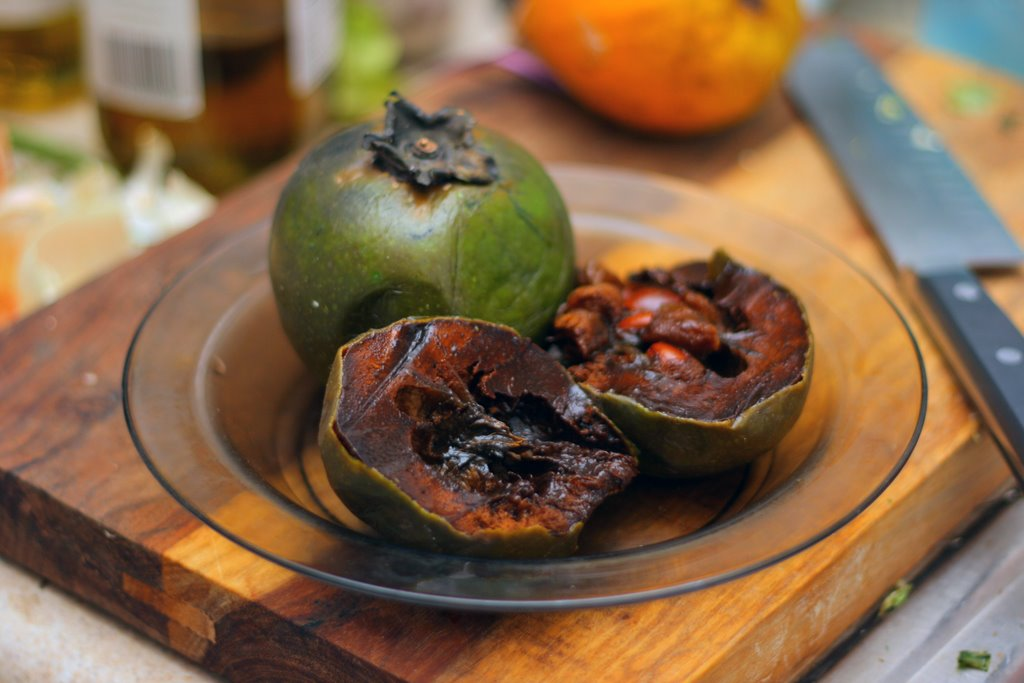
Плоди центральноамериканського виду Diospyros digyna (чорна сапота)

Плід — м'ясиста ягода, що містить до 10 насінин. Це велика солодка ягода з соковитою серцевиною і шкіркою оранжевого, червоного або жовтого кольору, масою від 100 до 500 грамів. Плоди хурми часто поділяють на дві категорії: в'яжучі на смак (при дозріванні ця властивість плоду зникає) і нев'яжучі. Незрілий плід гіркий через наявність у ньому великої кількості дубильних речовин. Японці називають плід хурми «плодом із плодів». Зріла хурма зазвичай досить м'яка, яскраво-оранжевого кольору з коричневими листочками. Чорні крапки і плями на плоді свідчать про те, що він вже почав псуватися. Стиглу хурму можна тримати в холодильнику, а заморожену зберігати до півроку. Нестиглі плоди, навпаки, варто потримати в теплі до дозрівання. Під час зберігання потрібно уникати пошкодження поверхні плодів, інакше вони швидко згниють.

## Галерея

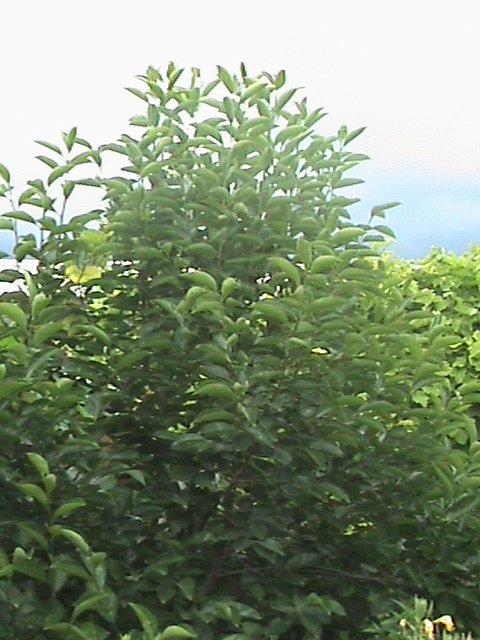
Дерево хурми
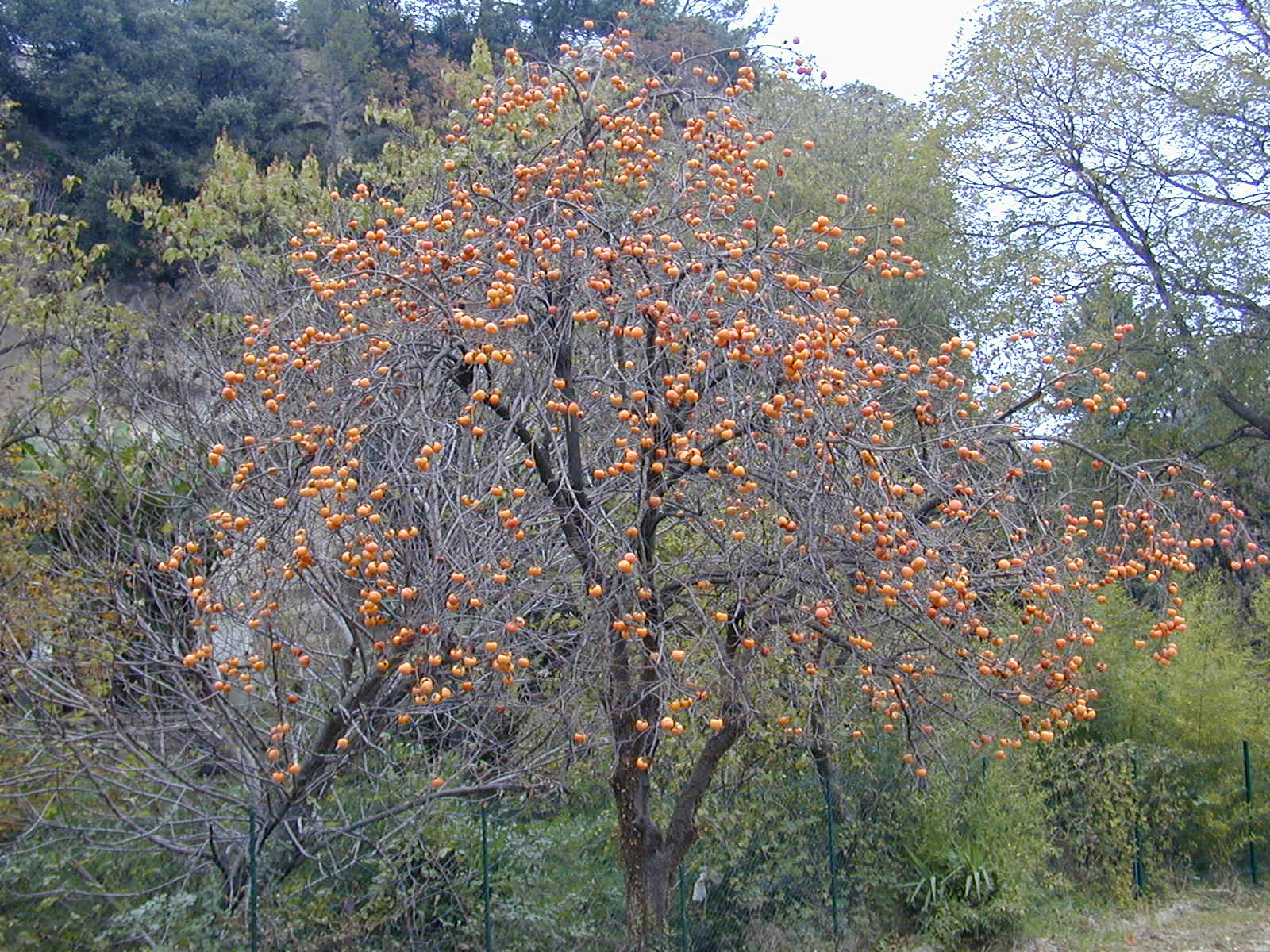
Хурма східна
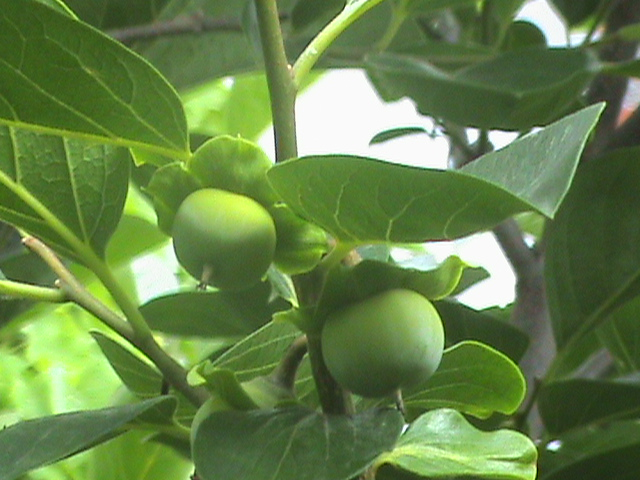
Гілка хурми
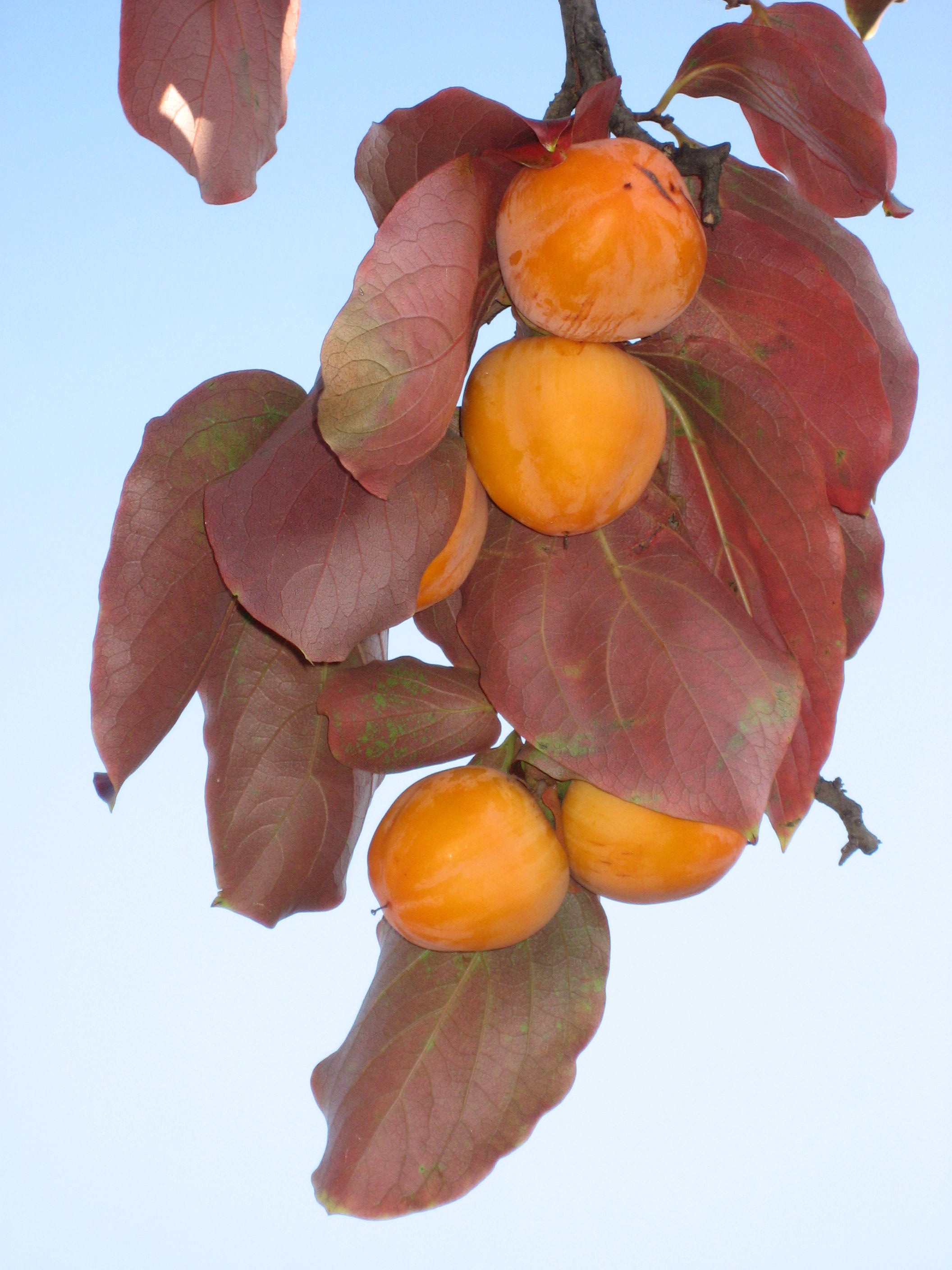
Плоди хурми на гілці
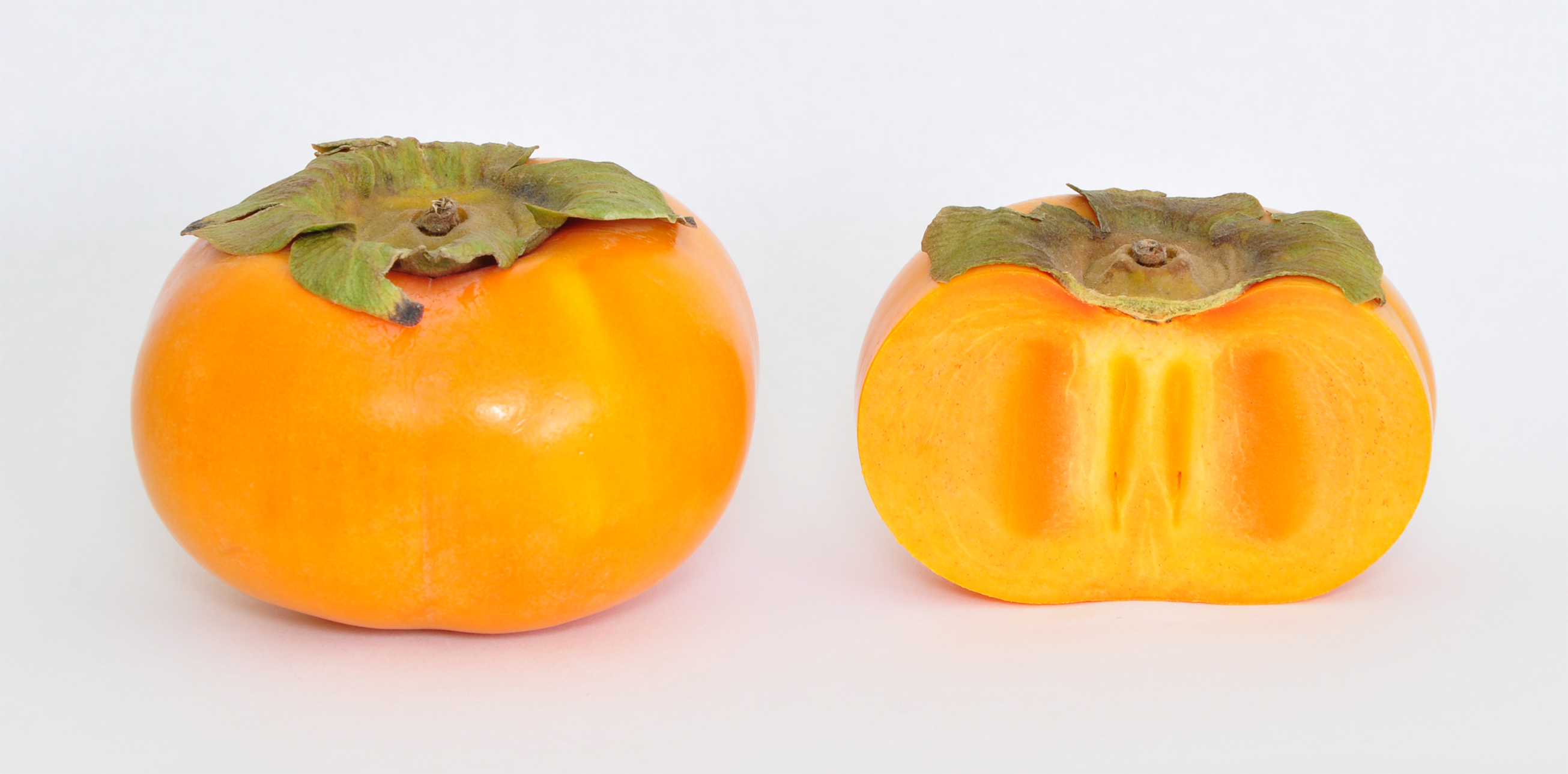
Цілий і розрізаний плід хурми східної
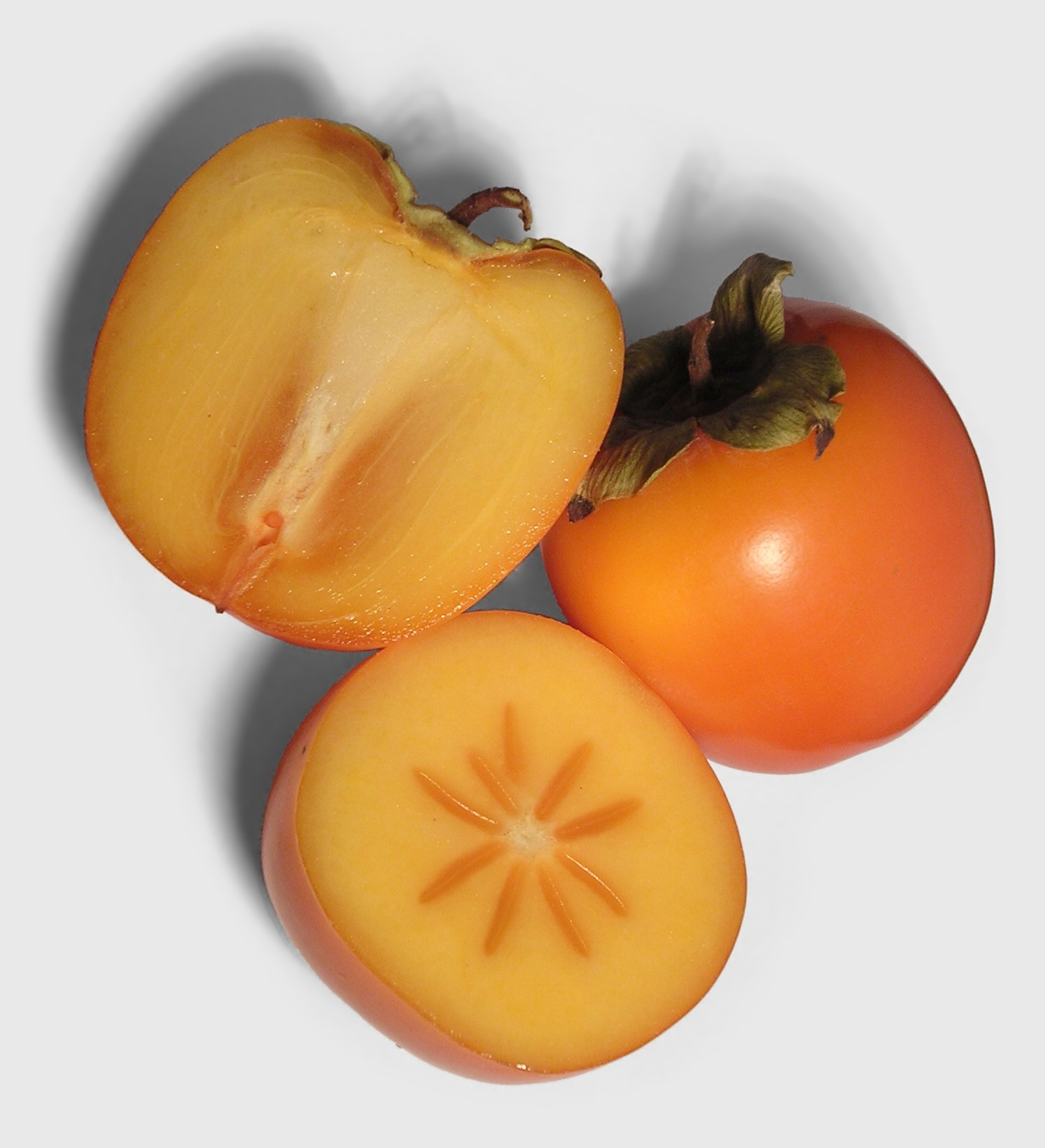
Стиглі плоди хурми
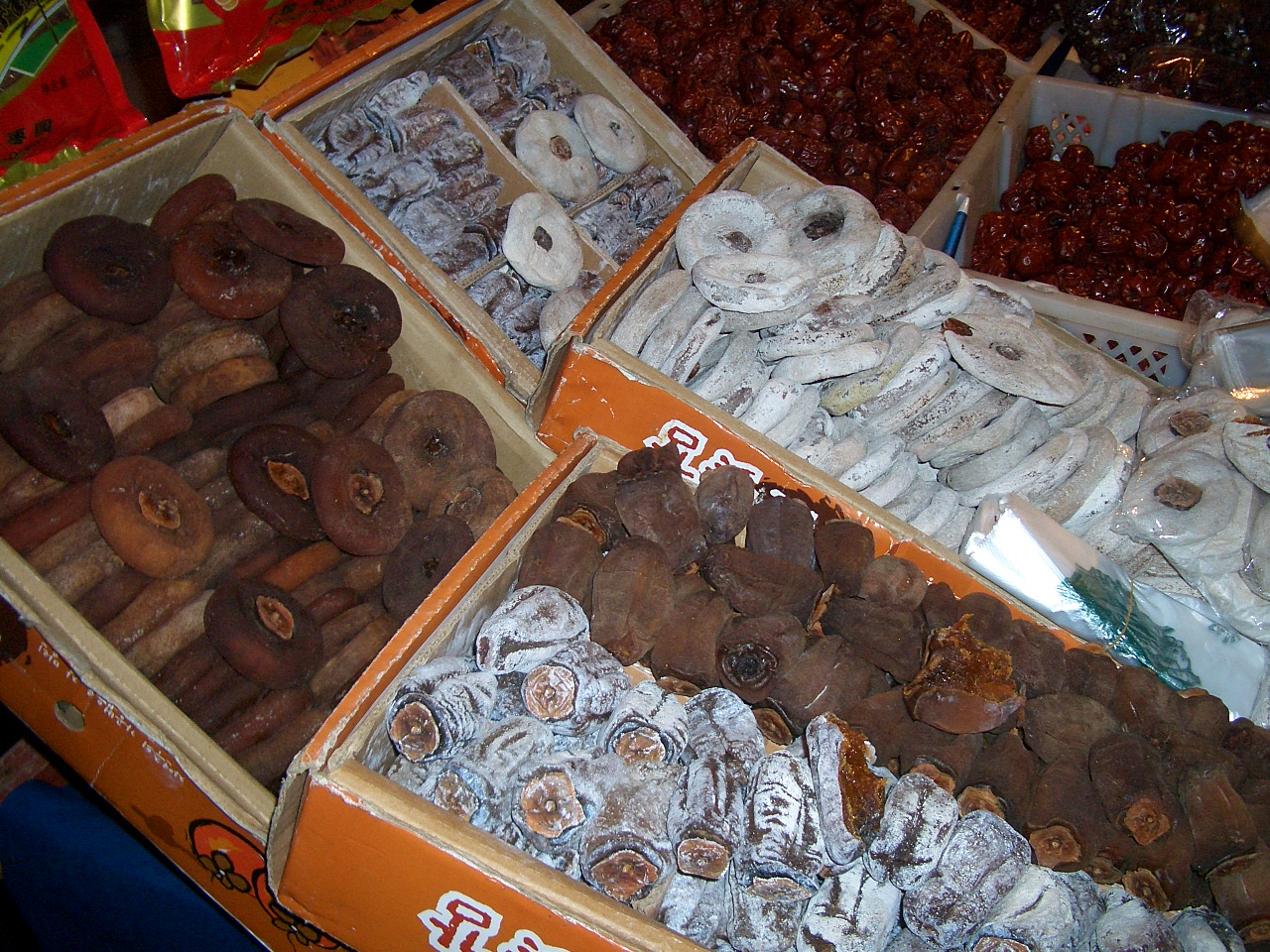
Сушені плоди хурми східної
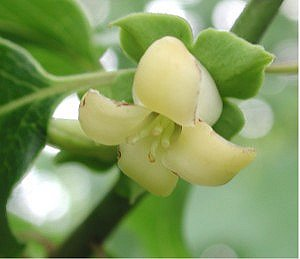
Квітка хурми вірджинської
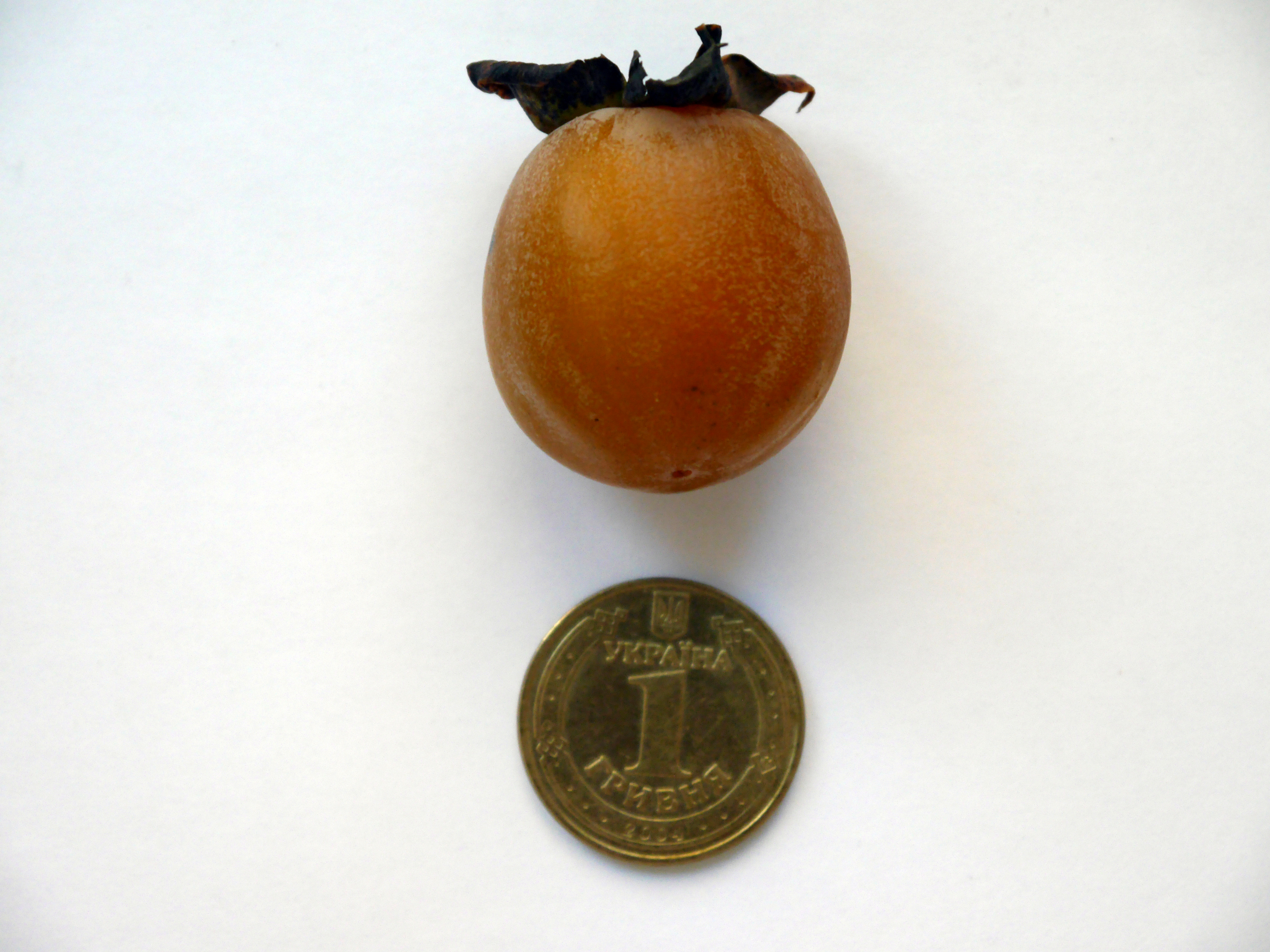
Хурма кавказька, вирощена під Києвом
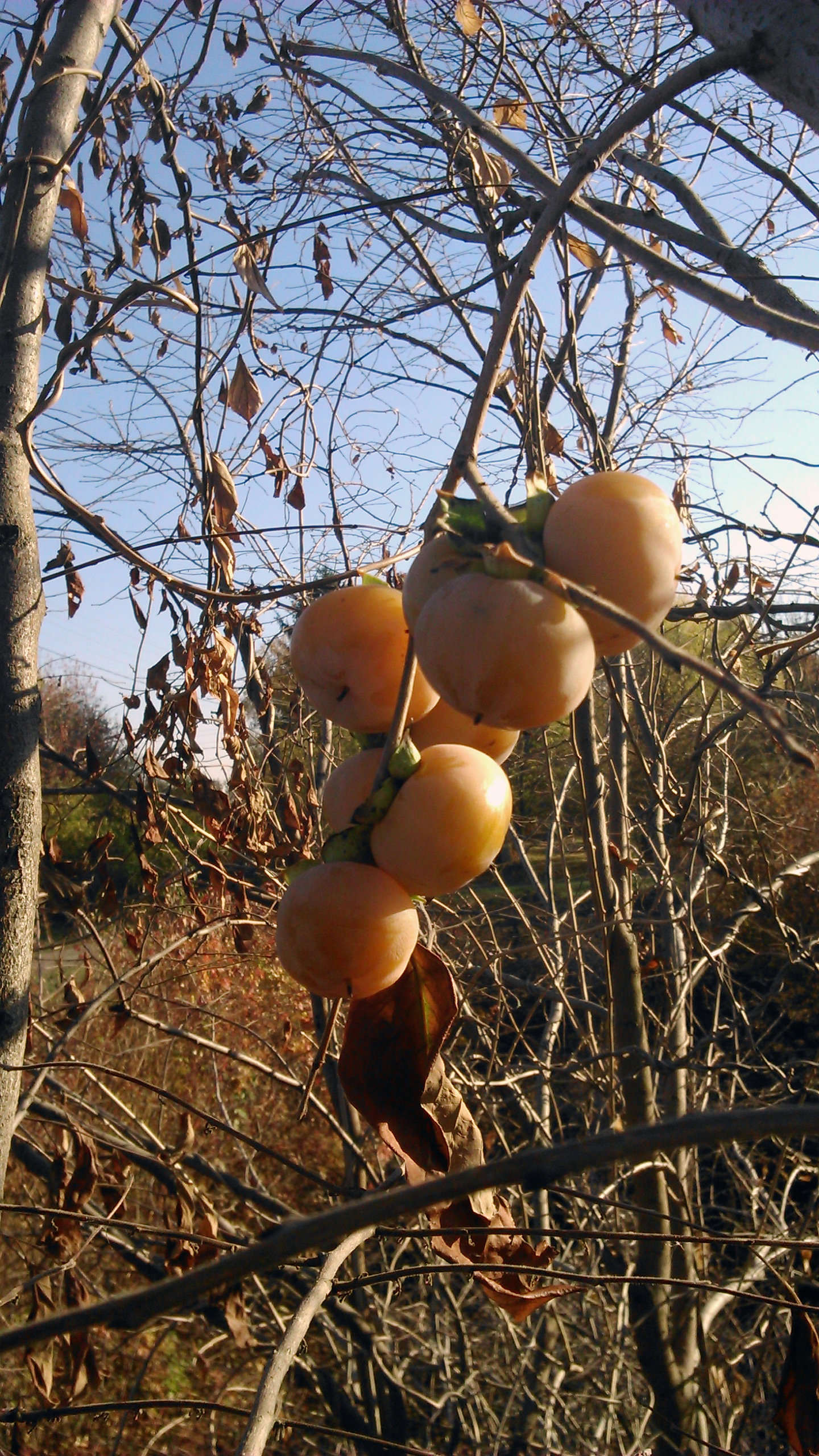
Хурма віргінська, вирощена під Києвом
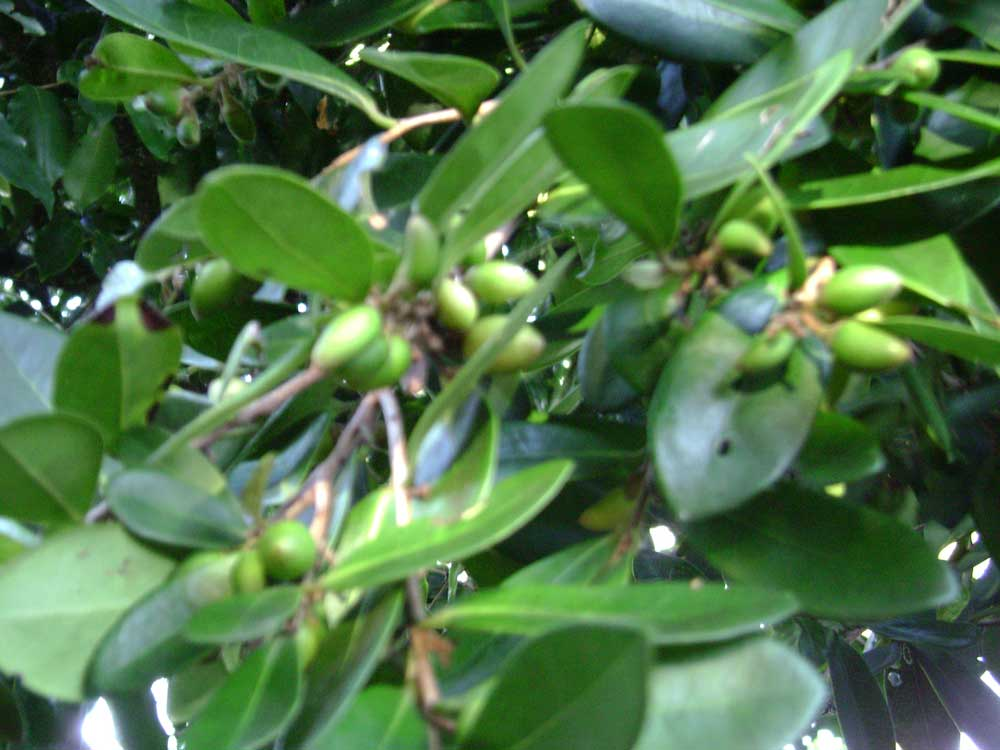
D. ferrea, відома як Yaeyama kokutan з Японії
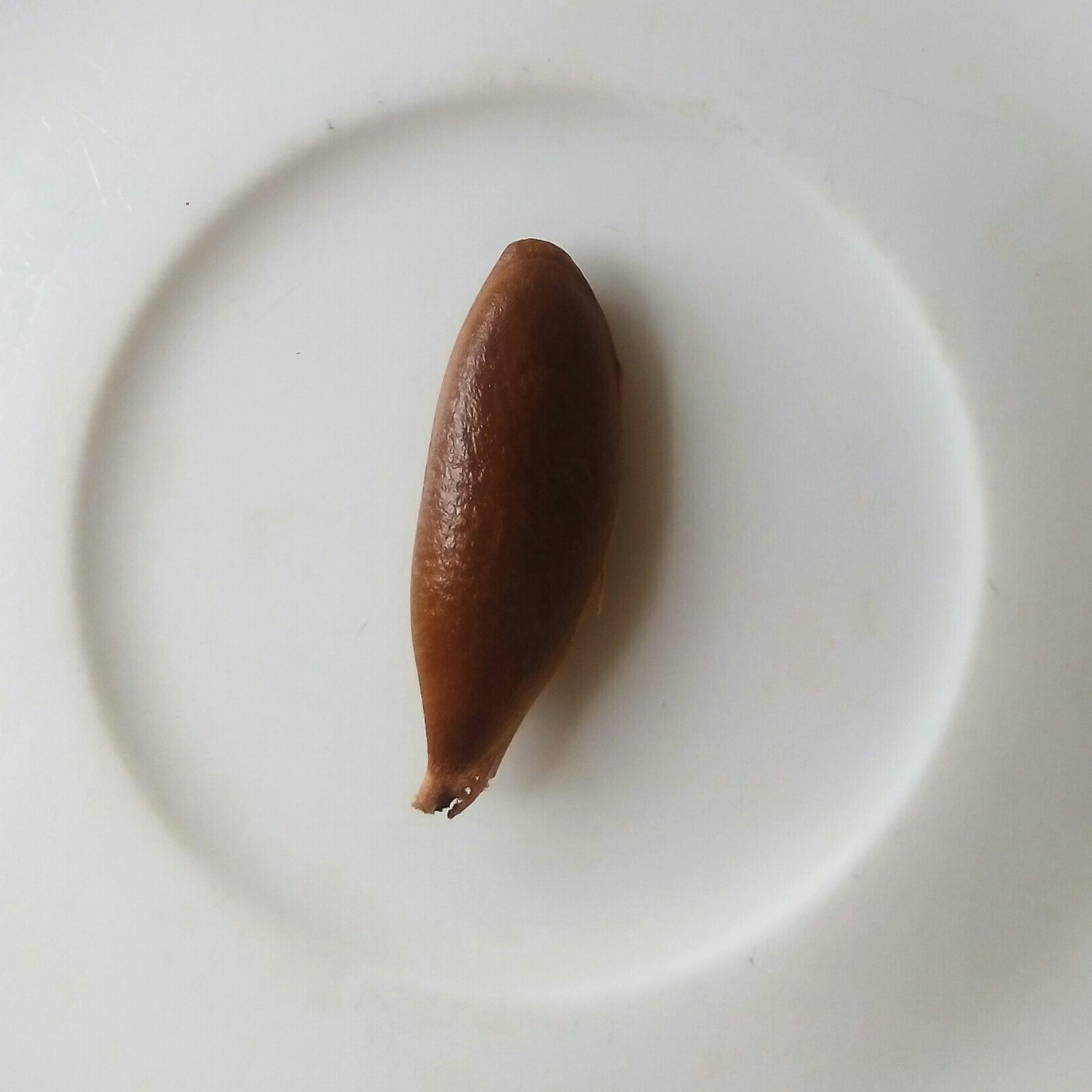
Насінина хурми